# Inna Weit
Inna Weit (ur. 5 sierpnia 1988 w Pawłodarze) – niemiecka lekkoatletka specjalizująca się w biegach sprinterskich. 
Złota medalistka mistrzostw Niemiec oraz reprezentantka kraju na drużynowych mistrzostwach Europy.

## Osiągnięcia
| Rok  | Impreza                                 | Miejsce   | Konkurencja             | Lokata     | Wynik |
| ---- | --------------------------------------- | --------- | ----------------------- | ---------- | ----- |
| 2012 | Mistrzostwa Europy                      | Helsinki  | bieg na 200 metrów      | półfinał   | 23,95 |
| 2013 | Superliga drużynowych mistrzostw Europy | Gateshead | bieg na 200 metrów      | 7. miejsce | 23,62 |
| 2013 | Superliga drużynowych mistrzostw Europy | Gateshead | sztafeta 4 × 100 metrów | 2. miejsce | 43,15 |
| 2013 | Mistrzostwa świata                      | Moskwa    | sztafeta 4 × 100 metrów | 4. miejsce | 42,90 |

## Rekordy życiowe
- Bieg na 60 metrów (hala) – 7,36 (2013)
- Bieg na 100 metrów – 11,39 (2013 i 2014)
- Bieg na 200 metrów – 23,08 (2012)